# Luf
Luf is een eiland in de Bismarck-archipel in Papoea-Nieuw-Guinea. Het hoogste punt is 244 meter. Er komen twee zoogdieren voor, de geïntroduceerde koeskoes Spilocuscus kraemeri en de vleermuis Pteropus admiralitatum.